# Seznam šlesvických vévodů
Toto je seznam jarlů a vévodů, kteří vládli Šlesvicku, respektive jižnímu Jutsku (Sønderjylland).

## První jarlové/vévodové
| Portrét | Vláda         | Jméno                                                                                     |
| ------- | ------------- | ----------------------------------------------------------------------------------------- |
|         | 1080–1095     | Olaf I. Dánský, jarl Jutska, od roku 1086 dánský král                                     |
|         | 1095–1120     | titul se neužíval                                                                         |
|         | 1120–1131     | Knut Lavard (Knud Lavard), dux Daciae (i.e. Duke of Denmark)                              |
|         | 1131–1134     | Magnus Nilsson                                                                            |
|         | 1134–ca. 1152 | titul se neužíval                                                                         |
|         | ca. 1152–1154 | Valdemar I. Dánský (Valdemar 1.), dux Daciae (i.e. Duke of Denmark), also king of Denmark |
|         | ca. 1152–1170 | titul se neužíval                                                                         |
|         | ca. 1170–1173 | Kryštof Jutský, titled dux Iuciae                                                         |
|         | 1173–1183     | titul se neužíval                                                                         |
|         | 1183–1216     | Valdemar II. Dánský (Valdemar 2.), dux slesvicensis                                       |
|         | 1209–1216     | Valdemar Mladý, také mladší král Dánska v letech 1218–1231                                |
|         | 1216–1232     | Erik IV. Dánský, v letech 1241–1250 dánský král                                           |

Rozmezí let je zde uvedené podle Esbena Albrectsena.

## Abelslægten (1232–1326)
| Portrét | Vláda     | Jméno                                                 |
| ------- | --------- | ----------------------------------------------------- |
|         | 1232–1252 | Abel Dánský, dánský král (1250–52)                    |
|         | 1254–1257 | Valdemar III. Šlesvický                               |
|         | 1260–1272 | Erik I. Šlesvický                                     |
|         | 1272–1283 | titul se neužíval                                     |
|         | 1283–1312 | Valdemar IV. Šlesvický (Valdemar 4. af Sønderjylland) |
|         | 1312–1325 | Erik II. Šlesvický                                    |
|         | 1325–1326 | Valdemar V, také dánský král                          |

## Schauenburgové (1326–1330)
| Portrét | Vláda     | Jméno                                         |
| ------- | --------- | --------------------------------------------- |
|         | 1326–1330 | Gerhard I. Veliký (Gerhard den kullede greve) |

## Abelslægten (1330–1375)
| Portrét | Vláda     | Jméno                        |
| ------- | --------- | ---------------------------- |
|         | 1330–1364 | Valdemar V, také dánský král |
|         | 1364–1375 | Jindřich                     |

## Schauenburgové (1375–1459)
| Portrét | Vláda        | Jméno                                               |
| ------- | ------------ | --------------------------------------------------- |
|         | 1375–1386    | Jindřich Železný (Henrik Jern) a jeho bratr Mikuláš |
|         | 1386–1404    | Gerhard II., vévoda jižního Jutska (Sønderjylland)  |
|         | 1404–1427    | Jindřich III.                                       |
|         | 1427/40–1459 | Adolf I.                                            |
|         | 1427–1433    | Gerhard III.                                        |

## Oldenburkové(1460–1544)
| Portrét | Vláda     | Jméno                                                              |
| ------- | --------- | ------------------------------------------------------------------ |
|         | 1460–1481 | Kristián I. Dánský (Christian 1.)                                  |
|         | 1481–1513 | Jan I. Dánský (Hans)                                               |
|         | 1513–1523 | Kristián II. Dánský (Christian 2.), sesazen                        |
|         | 1490–1533 | Frederik I. Dánský (Frederik 1.)                                   |
|         | 1523–1544 | Kristián III. Dánský (Christian 3.), witdo roku 1533 se svým otcem |

## Společně vládli vévodové z rodů Oldenburg aHolstein-Gottorp
| Portrét                                                                     | Vláda     | Jméno                                           |
| --------------------------------------------------------------------------- | --------- | ----------------------------------------------- |
|                                                                             | 1544–1559 | Kristián III. Dánský – s bratry Adolfem a Janem |
|                                                                             | 1559–1588 | Frederik II. Dánský (Frederik 2.)               |
|                                                                             | 1588–1648 | Kristián IV. Dánský (Christian 4.)              |
|                                                                             | 1648–1670 | Frederik III. Dánský (Frederik 3.)              |
|                                                                             | 1670–1699 | Kristián V. Dánský (Christian 5.)               |
|                                                                             | 1699–1730 | Frederik IV. Dánský (Frederik 4.)               |
| V roce 1713 Frederick IV. sjednotil Šlesvicko/Sønderjylland pod svou vládu. |           |                                                 |

| Portrét | Vláda               | Jméno                                                          |
| --- | ------------------- | -------------------------------------------------------------- |
| | 1544–1586 1544–1580 | Adolf Holštýnsko-Gottorpský – s bratry Kristiánem a Janem II.) |
| | 1586–1587           | Fridrich II. Holštýnsko-Gottorpský                             |
| | 1587–1590           | Filip Holštýnsko-Gottorpský                                    |
| | 1590–1616           | Jan Adolf Holštýnsko-Gottorpský                                |
| | 1616–1659           | Fridrich III. Holštýnsko-Gottorpský                            |
| | 1659–1694           | Kristián Albrecht Holštýnsko-Gottorpský                        |
| | 1694–1702           | Fridrich IV. Holštýnsko-Gottorpský                             |
| | 1702–1713           | Karel Fridrich Holštýnsko-Gottorpský                           |
| V roce 1713 dánský král Frederik IV. jako lenní pán Šlesvicka sesadil Karla Fridrich z pozice spoluvládce. |                     |                                                                |

## Oldenburkové(1713–1863)
| Portrét | Vláda     | Jméno                         |
| ------- | --------- | ----------------------------- |
|         | 1699–1730 | Frederik IV. (Frederik 4.)    |
|         | 1730–1746 | Kristián VI. (Christian 6.)   |
|         | 1746–1766 | Frederik V. (Frederik 5.)     |
|         | 1766–1808 | Kristián VII. (Christian 7.)  |
|         | 1808–1839 | Frederik VI. (Frederik 6.)    |
|         | 1839–1848 | Kristián VIII. (Christian 8.) |
|         | 1848–1863 | Frederik VII. (Frederik 7.)   |

## Glücksburkové(1863–1865)
| Portrét | Vláda        | Jméno                                                           |
| --- | ------------ | --------------------------------------------------------------- |
| | 1863–1864/65 | Kristián IX. opozicí mu byl Fridrich VIII. Šlesvicko-Holštýnský |
| V roce 1864 se Šlesvicko během Dánsko-německé války stalo okupovaným územím Německého spolku a o dva roky později, po Prusko-rakouské válce, pruskou provincií. |              |                                                                 |

### Související seznamy
- Seznam hlav dánského státu